# 伊萬特人
伊萬特人，又譯伊巴丹人，是菲律賓巴丹群島的原住民。
他們的文化受到當地地理條件的影響。與菲律賓常見的老式小屋不同，伊萬特人採用石灰石建成石頭房子，旨在防止極端氣候。

## 起源
目前，研究伊萬特人起源的學者仍然不確定他們的確切起源。然而，他們認為伊萬特人與馬來人的種族相似，他們的語言結構可能意味著他們來自菲律賓的其他地區，通過他們的民間傳說追溯他們的起源。人類學家尾本惠市認為他們與臺灣蘭嶼的達悟族關係密切。

## 歷史

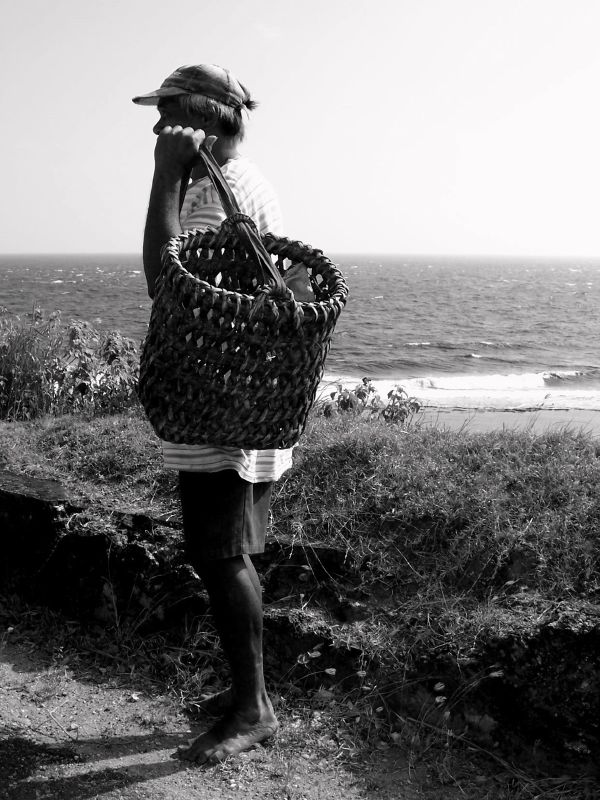
工作中的伊萬特男性

在西班牙人16世紀到達菲律賓之前，伊萬特人已住在巴丹群島並自治。1783年6月26日，巴丹群島被併入西班牙東印度群島受西班牙統治115年，於1898年9月18日獲得獨立。那天剛是巴丹群島省成立慶祝日。

## 體質特徵
關於伊萬特人的最早的記錄之一是1687年的英國海盜威廉·丹皮爾。丹皮爾描述他們是矮胖，眼睛棕色小佐略比中國人大，低額頭、濃眉、扁鼻、白牙、黑色厚髮、以及非常深，銅色的皮膚。還有一些人似乎有一些阿伊努人特有的物理特徵。

## 人口和信仰
1990年，伊萬特人人口為15026人，比1980年人口12091人增加了24％。這些人分佈在六個城市，其中38％居住在巴士古，23%住在伊巴雅特，12％在沙布坦、11％在馬哈托，8％在Uyugan和伊凡那，在2000年的人口普查中，巴丹群島上16421人中15834名屬伊萬特人。
他們的母語稱Chirin nuIvatán，一個獨特的南島語，有兩種方言，包括Basco，Itbayáten，一般能廣泛地說和理解他加祿語和英語。
伊萬特人大多數是公教基督徒，少數人保留祖先崇拜，然而新教基督徒人數也有增加，特別是省會巴士古。

## 文化

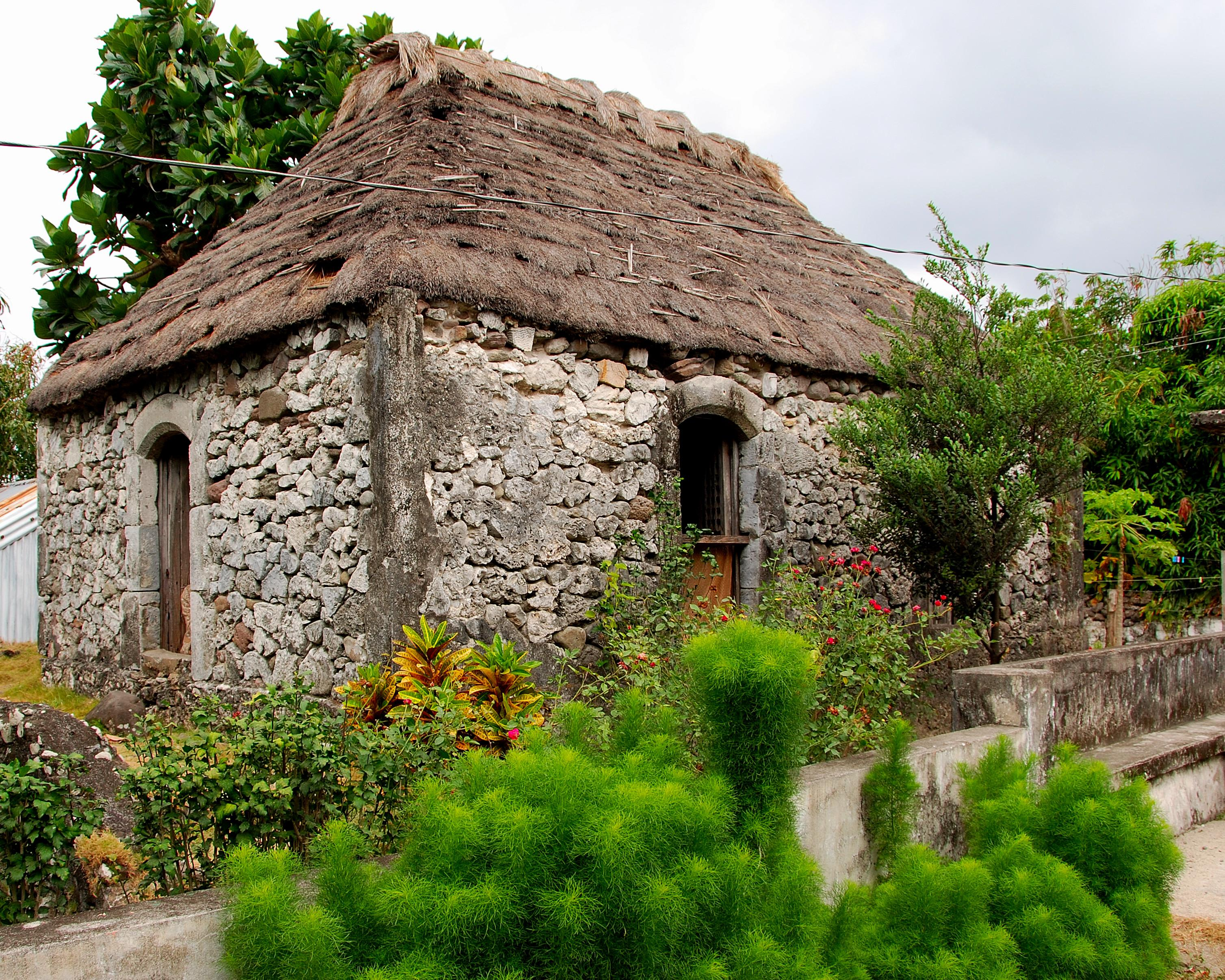
巴丹群島最古老的伊萬特式房屋，由石灰岩和珊瑚建造，屋頂則由白茅鋪張

伊萬特人的文化主要受到氣候的影響。伊萬特人面臨高度破壞農業的風險，為了生活而採取了戰略。傳統上，由於頻繁的颱風和乾旱，它們種植能夠應對環境的根莖作物。這些作物包括山藥，甘藷，芋頭，大蒜，薑和洋蔥，因為它們在惡劣的氣候條件下有更高的生存機會。他們也研究動物的行為，天空顏色，風和雲來預測天氣。當他們看到牛從payaman（公共牧場）回到家中和鳥類在房子或在地面避難，橙色和粉紅色天空也預示著風暴。海洋對伊萬特人的生活至關重要。雖然只在3月至5月份豐富，但它們仍依賴此時來到的飛魚和海豚。
在西班牙人到達菲律賓之前，伊萬特人建造的房子的建材大部分來自白茅，坐落於位置優越的地方旨在防止強風。西班牙人後來引進了石灰，他們用來建造現在著名的石頭房子。厚厚的結構以承受強風。這些房子與新西蘭，愛爾蘭和蘇格蘭高地的白色房子相似，因巴丹群島是菲律賓颱風的終端通道。 